# أولاد سلام
أولاد سلام بلدة وبلدية تابعة لدائرة أولاد سلام في ولاية باتنة بالجزائر.